# Washoan
Washoan, malena porodica američkih indijanskih jezika čiji je jedini član jezik washo po kojem je dobila ime. Porodica washoan prostire se na malenom području između Renoa i Carson Valleya, odnosno na granici Nevade i Kalifornije. Ovim jezikom služi se pleme Washo ili Washoe, 111 govornika (1990 popis), od 1,000 etničkih (1977 SIL) i dio je Velike porodice Hokan. 

## Vanjske poveznice
- Washoan Family